# Лапачо

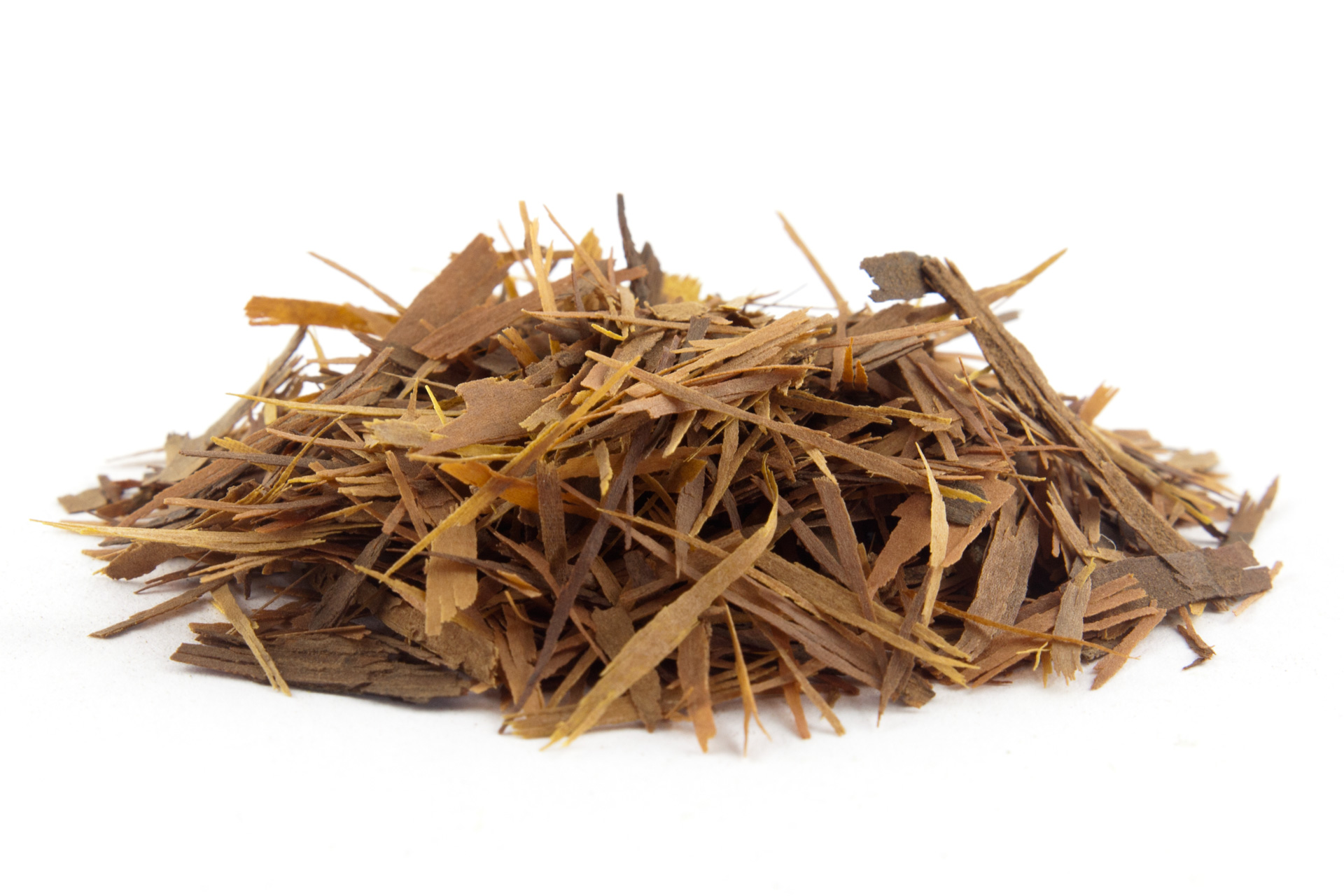
Сухой лапачо

Лапачо (тахибо) — фиточай из коры муравьиного дерева, которое растёт в тропических джунглях Аргентины, Мексики и Перу. Светло-коричневый освежающий напиток со своеобразным горьковатым вкусом. Из того же дерева получают ценную древесину ипе, идущую на изготовление паркета.
Лапачо содержит 18 различных хинонов, которые редко встречаются в одном растении. Активное вещество лапачол крайне токсично для крыс. Для приготовления напитка кору кипятят в воде, затем дают настояться. Пить его можно не только горячим, но и холодным. 
Утверждения об эффективности лапачо в лечении или предотвращении рака, по данным Американского онкологического общества, не имеют научного обоснования.